# پیام‌هایی از دریا
پیام‌هایی از دریا (عربی: رسائل البحر) یک فیلم به کارگردانی داوود عبدالسید است که در سال ۲۰۱۰ منتشر شد.